# Musikverein Leopoldau
Der Musikverein Leopoldau ist eine Blasmusikkapelle in Leopoldau im 21. Wiener Gemeindebezirk Floridsdorf.

## Geschichte
Die Anfänge des Musikverein Leopoldau gehen auf die 1930 gegründete Burschen- und Junggärtnerkapelle in Leopoldau zurück. Der Zweite Weltkrieg riss große Lücken in den ehemaligen Verein, woraufhin der gelernte Gastwirt Karl Seidl 1949 den Musikverein Leopoldau neu gründete. Gemeinsam mit dem ersten Obmann Fritz Boden, unterrichtete Karl Seidl alle seine Schüler völlig unentgeltlich in verschiedensten Instrumentengattungen. Zehn Jahre später, im Jahr 1959, erfolgte die erste Uniformierung und der Ankauf von Instrumenten. Die Musikproben wurden in den ersten Jahren in abwechselnden Räumlichkeiten in Leopoldau abgehalten, unter anderem auch im Pfarrhof Leopoldau.
Von 1997 bis 2010 diente die Feuerwache Leopoldau als Proberaum, bis sie durch einen Verkauf abhandengekommen war. Daraufhin erfolgte 2010 der erste Spatenstich zum Bau des neuen Probelokals an der Ecke Siemensstraße und Leopoldauer Straße. Durch die Mitwirkung tatkräftiger Musikvereinsmitglieder wie auch vieler freiwilliger Helfer und Spenden aus Leopoldau, konnte bereits 2011 das neue Probelokal bezogen werden.

## Gesellschaftliche Bedeutung und Konzerttätigkeit
Von Beginn an bestand eine enge Zusammenarbeit zwischen dem Musikverein Leopoldau und der Pfarre Leopoldau. Die kirchlichen Feste werden vom Orchester musikalisch umrahmt, im Gegenzug stellt die Pfarre bei Bedarf ihre Räumlichkeiten zur Verfügung. Seit dem Jahr 1965 wird im großen Garten des Pfarrhofes in Leopoldau jährlich ein großes Sommerfest veranstaltet, das einen gesellschaftlichen Höhepunkt des Ortes darstellt. 1986 setzte sich der damalige Kapellmeister Heinz Hartlieb, für die ersten Jahreskonzerte mit Konzertprogramm ein, die aufgrund des großen Andrangs in den folgenden Jahren im großen Saal des HdB (Haus der Begegnung) in Floridsdorf veranstaltet wurden und bis heute veranstaltet werden.
Überregionale Bekanntheit erhielt der Musikverein Leopoldau durch wiederholte Live-Auftritte in der Radiosendung Autofahrer unterwegs in den 1960er bis 1980er Jahren. In dieser Zeit entstanden auch zwei erfolgreiche Schallplatten die von dem deutschen Plattenlabel Ariola vertrieben wurden.
Der Verein ist bei Veranstaltungen des Wiener Blasmusikverbandes aktiv und leistet damit einen Beitrag für den Erhalt der Wiener Blasmusikkultur. Zu den Veranstaltungen zählen unter anderem das Österreichische Blasmusikfest, die Konzertwertungen sowie die Faszination Blasmusik im Wiener Konzerthaus. Besondere Höhepunkte stellten das Treffen "Alte Kameraden" in der polnischen Stadt Gorzów Wielkopolski als auch das Mitteleuropa Blasmusikfest in der kroatischen Stadt Split, bei denen der Musikverein Leopoldau jeweiles als Repräsentant der österreichischen Blasmusik mitwirkte.
Im Jahr 2024 wurde der Musikverein Leopoldau von meinbezirk.at als die beliebteste Blasmusikkapelle Wiens ausgezeichnet.

## Jugendarbeit
Im Jahr 2005 gründete der Musikverein Leopoldau das Jugendorchester "Orange Corporation". Im September 2012 wurde das Jugendorchester ausgeweitet und arbeitet seither mit den Wiener Musikschulen aus Floridsdorf und Donaustadt zusammen. Daraus resultierte das Jugendblasorchester Donaustadt-Floridsdorf.

## Obmänner und Kapellmeister

### Kapellmeister
- 1949–1971 Karl Seidl
- 1971–1979 Joseph Haschkowetz
- 1980–1985 Alfred Hansel
- 1986–1999 Heinz Hartlieb
- 2000–2002 Reinhard Fröhlich
- 2003–2014 Herbert Klinger
- 2014–dato Wolfgang Bergauer

### Obmänner
- 1949–1967 Fritz Boden
- 1967–1971 Walter Preßlmayer
- 1971–1972 Alois Wimmer
- 1972–1997 Manfred Schaden
- 1997–2020 Christian Entner
- 2020-dato Robert Nagl

## Diskografie
- 1977: Musikverein Leopoldau wünscht gute Unterhaltung
- 1982: Musikverein Leopoldau: Musik macht Freude
- 1999: Jubiläums CD Musikverein Leopoldau